# Spärrning
Spärrning avser processen inom typografi att öka avståndet mellan samtliga tecken i ett ord eller i en mening. Texten sägs då vara spärrad:
- Spärrad text.

Spärrad text användes tidigare för att utmärka och understryka ord eller meningar, men har numera ersatts med kursivering eller fetstil. 
Spärrning brukas ibland som lösning vid olämpligt textflöde, exempelvis vid marginaljustering.
Spärrning är motsatsen till knipning, och bör inte förväxlas med termen kerning, som istället avser avståndet mellan två enskilda tecken.
Ett enkelt sätt att förbättra rubrikrader i versaler eller enstaka versalord i en text är att spärra dem. Versaler spärras alltid, annars står de för tätt.